# Fonction analytique
Pour les articles homonymes, voir Analytique.

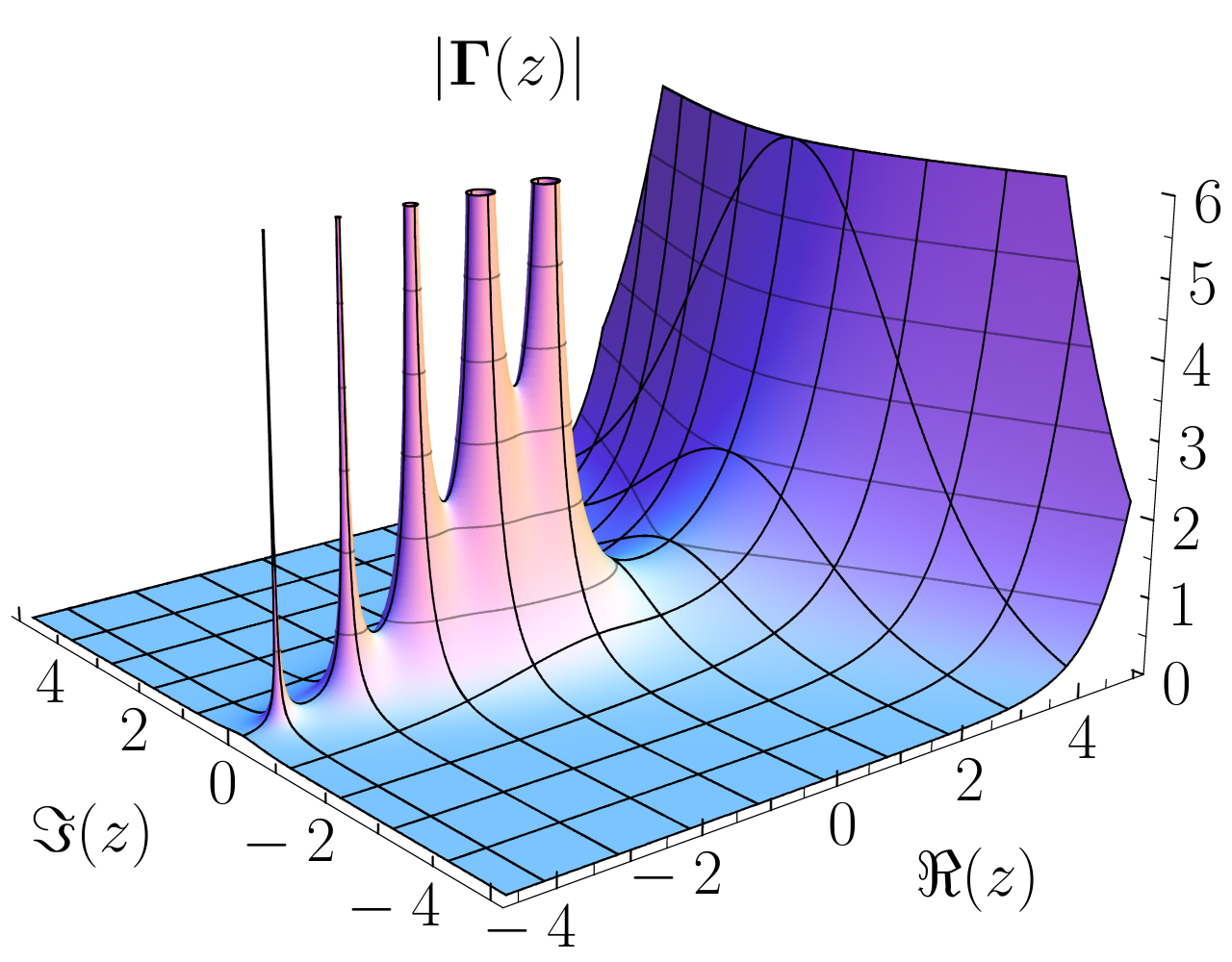
Tracé du module de la fonction gamma (son prolongement analytique) dans le plan complexe.

En mathématiques, et plus précisément en analyse, une fonction analytique est une fonction d'une variable réelle ou complexe qui est développable en série entière au voisinage de chacun des points de son domaine de définition. 
Autrement dit,  pour tout {\displaystyle x_{0}} de ce domaine, il existe une suite {\displaystyle (a_{n})} (dépendant de {\displaystyle x_{0}})  donnant une expression de la fonction, valable pour tout {\displaystyle x} assez proche de {\displaystyle x_{0}}, sous la forme d'une série convergente :
{\displaystyle f(x)=\sum _{n=0}^{+\infty }a_{n}(x-x_{0})^{n}.}
Toute fonction analytique  est indéfiniment dérivable, mais la réciproque est fausse en général. 
Dans le cas d'une fonction d'une variable complexe définie sur un ouvert, une fonction est analytique si et seulement si elle est holomorphe.
Qu'elle soit de variable réelle ou complexe, une fonction analytique sur un ouvert connexe et non identiquement nulle a ses zéros isolés. Cette propriété induit l'unicité du prolongement analytique sur tout ouvert connexe.

## Définitions
Soit {\displaystyle f:U\to \mathbb {C} } une fonction d'une variable complexe, où {\displaystyle U} est un ouvert de {\displaystyle \mathbb {C} }. On dit que la fonction {\displaystyle f} est analytique sur {\displaystyle U} si pour tout {\displaystyle a\in U}, il existe une suite {\displaystyle (a_{n})} de nombres complexes et un réel {\displaystyle r>0} tel que, pour tout {\displaystyle z\in D(a,r)}, c'est-à-dire pour tout {\displaystyle z} dans le disque (ouvert) de centre {\displaystyle a} et de rayon {\displaystyle r}, supposé inclus dans {\displaystyle U}, la fonction s'exprime sous forme de la série convergente :
{\displaystyle f(z)=\sum _{n=0}^{+\infty }a_{n}(z-a)^{n}}.
Autrement dit, une fonction est analytique si elle est développable en série entière au voisinage de chaque point de son ensemble ouvert de définition.
La même définition s'applique à une fonction de variable réelle {\displaystyle f:I\to \mathbb {C} }, définie sur un intervalle ouvert {\displaystyle I\subset \mathbb {R} } borné ou non, en remplaçant le disque {\displaystyle D(a,r)} par l'intervalle ouvert {\displaystyle ]a-r,a+r[\subset I}.
Une fonction analytique sur {\displaystyle \mathbb {C} } tout entier est dite entière.

## Propriétés
- Si une fonction de la variable complexe est analytique alors elle est holomorphe. Il existe d'ailleurs une réciproque à cette proposition : toute fonction holomorphe sur un ouvert est analytique sur celui-ci.
- De plus, une fonction analytique est indéfiniment dérivable (au sens complexe, voir Fonction holomorphe) et la dérivée n-ième en un point {\displaystyle a\in U} est {\displaystyle f^{(n)}(a)=n\,!\,a_{n}} avec les notations données dans la définition. Ceci prouve que le développement de {\displaystyle f} en série entière au voisinage de chaque point {\displaystyle a} de {\displaystyle U} est unique ; on l'appelle encore développement en série de Taylor:

- L'ensemble des fonctions analytiques sur un ouvert est une algèbre : le produit par une constante d'une fonction analytique, la somme et le produit de fonctions analytiques sont analytiques.
- Lorsqu'elle est définie, la composée de fonctions analytiques est analytique.

## Exemples et contre-exemples
- Toute fonction polynomiale est entière. Étant donné une fonction polynomiale, les termes de son développement en série entière au voisinage d'un point quelconque de {\displaystyle \mathbb {C} } sont tous nuls à partir d'un certain rang {\displaystyle d+1} où {\displaystyle d} est le degré du polynôme. On obtient son développement en un point {\displaystyle z_{0}} à partir de son développement en un autre point à l'aide de la formule du binôme de Newton : {\displaystyle P(z)=\sum _{n=0}^{d}a_{n}z^{n}=\sum _{k=0}^{d}b_{k}(z-z_{0})^{k}} avec {\displaystyle b_{k}=\sum _{n=k}^{d}a_{n}{n \choose k}z_{0}^{n-k}}.
- Plus généralement, toute série entière de rayon de convergence non nul définit sur son disque de convergence une fonction analytique. Ce n'est pas trivial, car une série entière est a priori un développement au voisinage d'un seul point.
- En particulier, la fonction exponentielle définie par {\displaystyle \exp z=\sum _{n=0}^{+\infty }{\frac {z^{n}}{n!}}} est entière.
- La fonction {\displaystyle f:\mathbb {C} ^{*}\to \mathbb {C} ,\;z\mapsto z^{-1}} est analytique : {\displaystyle \forall z_{0}\neq 0\quad \forall z\in D(z_{0},|z_{0}|)\quad {\frac {1}{z}}={\frac {1}{z_{0}}}-{\frac {1}{z_{0}^{2}}}(z-z_{0})+{\frac {1}{z_{0}^{3}}}(z-z_{0})^{2}-\dots }
- Les fonctions sin, cos, tan, cot, sinh, cosh, etc. sont analytiques.
- La fonction {\displaystyle \mathbb {C} \to \mathbb {C} ,\;z\mapsto |z|^{2}=z{\overline {z}}} n'est pas analytique : on montre qu'elle n'admet de dérivée (au sens complexe) qu'en 0.
- La fonction {\displaystyle \mathbb {C} \to \mathbb {C} ,\;z\mapsto \mathrm {Re} (z)={\frac {z+{\overline {z}}}{2}}} n'est pas analytique : elle n'admet de dérivée (au sens complexe) en aucun point de {\displaystyle \mathbb {C} }.

Les deux dernières fonctions admettent cependant des dérivées partielles de tous ordres (elles sont de classe {\displaystyle C^{\infty }} en tant que fonctions de deux variables réelles). Elles ne sont pas analytiques car l'ensemble des points où elles vérifient les équations de Cauchy-Riemann est d'intérieur vide (il est réduit à {0} pour la première, et vide pour la seconde).
- La fonction {\displaystyle \mathbb {R} \to \mathbb {R} ,x\mapsto \mathrm {e} ^{-1/x^{2}}} pour {\displaystyle x\neq 0} et {\displaystyle 0\mapsto 0} n'est pas analytique en 0 (bien qu'elle soit de classe {\displaystyle C^{\infty }} sur {\displaystyle \mathbb {R} }) ; elle possède en effet en 0 une série de Taylor identiquement nulle, et qui ne converge donc vers la fonction qu'en ce point. On trouvera d'autres contre-exemples réels à l'article « Série de Taylor » et dans l'article détaillé.

## Les principaux théorèmes
Toute fonction analytique sur un ouvert {\displaystyle I} de {\displaystyle \mathbb {R} } admet un prolongement analytique sur un certain ouvert de {\displaystyle \mathbb {C} } contenant {\displaystyle I}.
On considère maintenant un ouvert connexe {\displaystyle U} de {\displaystyle \mathbb {C} } (l'hypothèse de connexité est essentielle) et {\displaystyle f:U\to \mathbb {C} } une fonction analytique.

### Le principe du prolongement analytique
Pour tout point {\displaystyle a} de {\displaystyle U}, les quatre propositions suivantes sont alors équivalentes (une démonstration est proposée dans l'article « Prolongement analytique ») :
1. {\displaystyle f} est identiquement nulle sur {\displaystyle U} ;
2. {\displaystyle f} est identiquement nulle dans un voisinage de {\displaystyle a} ;
3. pour tout entier naturel {\displaystyle n}, {\displaystyle f^{(n)}(a)=0} ;
4. {\displaystyle f} est identiquement nulle sur un ensemble de points possédant un point d'accumulation dans {\displaystyle U}.

Un corollaire de ce théorème est que si une fonction analytique sur un ouvert connexe s'annule sur un disque de rayon si petit soit-il, alors c'est la fonction nulle. On peut interpréter cela comme un résultat d'unicité pour la théorie du prolongement analytique : si deux fonctions analytiques coïncident sur un voisinage d'un point d'un ouvert connexe, alors ces deux fonctions sont égales sur tout cet ouvert.

### Le principe des zéros isolés
Un corollaire plus précis est que si {\displaystyle f} n'est pas la fonction nulle, alors ses zéros sont isolés, c'est-à-dire que pour tout point {\displaystyle a} de {\displaystyle U} où {\displaystyle f} s'annule, il existe un disque centré en {\displaystyle a}, inclus dans {\displaystyle U}, sur lequel {\displaystyle f} ne s'annule en aucun autre point que {\displaystyle a}.
Ainsi, si {\displaystyle f} n'est pas constante alors elle « n'est constante en aucun point » c'est-à-dire que pour tout point {\displaystyle a} de {\displaystyle U}, il existe un disque centré en {\displaystyle a}, inclus dans {\displaystyle U}, sur lequel {\displaystyle f} ne prend la valeur {\displaystyle f(a)} en aucun autre point que {\displaystyle a}.
On en déduit qu'aucune fonction analytique {\displaystyle f:U\to \mathbb {C} } non constante ne peut avoir son image {\displaystyle f(U)} contenue dans un espace vectoriel réel de dimension 1 (en particulier, {\displaystyle f(U)} n'est pas inclus dans ℝ). En effet, comme {\displaystyle f} est continue car analytique, il devrait y avoir existence de courbes de niveau, or le résultat ci-dessus l'interdit.

### Lethéorème de l'image ouverte
Si {\displaystyle f} est une fonction analytique non constante sur un ouvert U, alors {\displaystyle f(U)} est un ouvert.
On peut le démontrer à partir du principe des zéros isolés.

### Le principe du maximum
Soit {\displaystyle f} une fonction analytique non constante sur un domaine D. Du théorème de l'image ouverte on déduit immédiatement :
- le module de {\displaystyle f} ne possède pas de maximum local dans D. Donc, si {\displaystyle |f|} atteint son maximum, par exemple si D est borné et {\displaystyle f} continue sur l'adhérence de D, alors ce maximum se trouve sur la frontière de D. Plus généralement, une fonction holomorphe et bornée sur un domaine D, borné ou non, continue sur l'adhérence de D, vérifie la propriété que la borne supérieure de son module sur D est égale à la borne supérieure de son module sur la frontière de D[1] ;
- si {\displaystyle f} ne s'annule pas sur D alors {\displaystyle |f|} ne possède pas non plus de minimum local dans D ;
- la partie réelle de {\displaystyle f} ne possède dans {\displaystyle D} ni maximum local, ni minimum local.

On en déduit notamment le lemme de Schwarz.
Plus généralement, toute fonction sous-harmonique (comme {\displaystyle |f|} et, si {\displaystyle f} ne s'annule pas, {\displaystyle 1/|f|}) vérifie le principe du maximum, donc toute fonction harmonique (comme Re({\displaystyle f})) vérifie le principe du maximum et du minimum.

#### Les théorèmes de Phragmén-Lindelöf
Soit f une fonction analytique sur un domaine D non borné, continue sur l'adhérence de D. Il ne suffit pas de conclure que f est bornée sur la frontière de D pour conclure que f est bornée sur D, comme le montre l'exemple de la fonction {\displaystyle z\to \exp(\exp(z))} sur la bande B constituée des nombres complexes de partie imaginaire comprise entre {\displaystyle -{\frac {\pi }{2}}} et {\displaystyle {\frac {\pi }{2}}}. Le théorème de Phragmén-Lindelöf apporte une réponse à cette question en ajoutant des hypothèses sur la forme de D et sur la croissance du module de f(z) lorsque z tend vers l'infini dans D. Grossièrement, ce module ne doit pas augmenter trop vite.
On dispose par exemple du résultat suivi sur la bande B. Si f est bornée sur la frontière de B et s'il existe deux constantes positives A et u telles que u < 1 et {\displaystyle |f(z)|\leq \exp(A\exp(u|\Re (z)|))}, alors f est bornée sur B.
Des résultats analogues peuvent être obtenus sur d'autres domaines, le plus souvent par transformation conforme à partir de B.

## Mathématiciens ayant travaillé sur le sujet
- Argand interpréta entre 1785 et 1830 les nombres complexes en terme géométrique.
- Émile Borel a développé la théorie des séries divergentes, des transformations intégrales, de la croissance…
- Otto Blumenthal a publié la théorie des fonctions d'ordre infini.
- Eugène Cahen s'est penché sur la théorie des séries de Dirichlet.
- Cauchy a fourni plusieurs outils : théorème des résidus, intégrale curviligne, rayon de convergence…
- Condorcet a publié ses résultats de recherche dans plusieurs livres.
- Euler développa la théorie du logarithme et démontra qu'il existe une infinité de déterminations complexes. Il est l'un des premiers à s'intéresser aux fonctions complexes.
- Gauss a démontré différents théorèmes se rapportant à l'analyse complexe.
- Jacques Hadamard a fourni le théorème de décomposition, a démontré le théorème des nombres premiers…
- Jensen a publié la formule de Jensen.
- Paul Koebe donna une démonstration du théorème de l'application conforme de Riemann.
- Edmund Landau a publié le théorème de Landau.
- Laplace inventa la méthode d'estimation des intégrales qui porte son nom. Il a aussi introduit la transformation de Laplace.
- Laurent a étudié le développement au voisinage d'un pôle.
- Legendre a développé la théorie des fonctions elliptiques.
- De Moivre a établi la formule de De Moivre.
- Paul Montel a publié sur les familles normales, le théorème de Montel…
- Émile Picard a publié deux théorèmes (le « petit » et le « grand ») sur les valeurs exceptionnelles.
- Poisson a fait, dans un article de 1813, le lien entre « étrangetés » en variable réelle et comportement de la fonction dans le plan complexe.
- Riemann à qui l'on doit l'application conforme, la fonction zêta de Riemann…
- Stirling donna la formule de Stirling.
- Georges Valiron s'est intéressé à la théorie des fonctions entières ou méromorphes.
- Weierstrass a étudié les singularités essentielles.

### Note
1. ↑  Il n'y a pas forcément existence d'un tel prolongement analytique à tout ouvert connexe.